# 欽德瓦拉縣

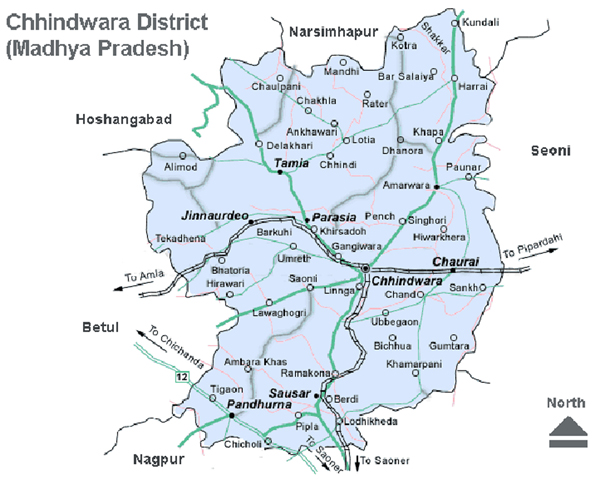

欽德瓦拉縣（Chhindwara district）是印度中央邦的一個縣，位於該國中部，面積11,815平方公里，識字率為72.21%，人口在2001至2011年期間增長13.03%，2011年人口2,090,306，人口密度每平方公里177人。

## 外部連結
- Chhindwara District （页面存档备份，存于）
- Chhindwara Info
- List of places in Chhindwara

22°03′36″N 78°56′24″E / 22.06000°N 78.94000°E